# 崔倰
崔倰（753年—823年），字德长，唐朝官员，封安平公。徐州司馬、怀州长史崔晊的曾孙，大理少卿崔涛的孙子，大理丞崔儀甫的儿子。伯祖父黄门侍郎崔沔，崔沔之子崔祐甫。
崔倰以恩荫由太庙斋郎调任太平县、东阳县主簿。李衡为湖南观察使、江西观察使，让他作为幕客，因事除官。很久之后，选授宣州录事参军。观察使崔衍看重他的才能，奏加章服，崔倰推辞不受。李巽为江西观察使，奏为崔倰副使，得监察里行，又跟随李巽领使，为河阴院盐铁留后。入朝为侍御史，改任膳部员外郎，充任转运判官。入朝为膳部郎中，充荆襄十道两税使，赐金紫。元和八年（813年），以崔倰为扬子留后、淮岭已来两税使。升任为苏州刺史，考核为第一。他为人清廉，对待僚属不以礼节，恃己之廉，视贪赃者为仇人。转任潭州刺史、湖南都团练观察使。湖南旧法，即使是丰年，贸易不出境，邻道的灾荒不相恤。崔倰到达后，对属吏说：“此非人情，无应该闭粜，重困于民。”从此商贾通流。元和十五年（820年）正月，以前湖南观察使崔倰权知户部侍郎、判度支。崔倰的再从弟崔植为宰相，崔倰性偏激，恃崔植权宠，任意与夺。王承元归朝，命田弘正改镇镇州。田弘正以魏州士卒二千留帐下保护自己，请度支每年赐粮。穆宗下宰臣议，崔倰说魏州、镇州各有镇兵，朝廷没有成例支给，不可听从。田弘正只好派魏州士卒回去，不几天镇州大乱，田弘正遇害。穆宗失德，崔倰党羽强大，朝廷不敢纠其罪。长庆二年（822年）正月，以工部尚书、判度支崔倰检校礼部尚书，兼凤翔尹，充凤翔陇节度使。不一年，召为河南尹，时年七十，请求致仕，皇帝命他以户部尚书致仕。长庆三年（823年）二月，暴亡，辍朝一日，赠太子少保，谥肃。其子崔岩，字標魯，登进士第，辟襄州觀察掌書記、监察御史，方雅有乃父之风。崔岩之子崔瞻，字藏用。